# Associatie (scheikunde)
Een associatie is de omkeerbare (reversibele) vereniging van deeltjes tot grotere eenheden, de aggregaten, ten gevolge van zwakkere vormen van chemische binding, zoals de vorming van waterstofbruggen of het proces van hydratatie of solvatatie.

## Voorbeelden
Een bekend voorbeeld is de damp van waterstoffluoride, die boven ca. 90°C zuiver uit moleculen bestaat. Naarmate echter de temperatuur daalt, zullen deze moleculaire eenheden associëren tot aggregaten van (HF)2, (HF)3, (HF)4, (HF)5 en (HF)6. Behalve door daling van temperatuur wordt associatie bevorderd door verhoogde druk of concentratie.
Een ander voorbeeld is de associatie van watermoleculen, waardoor vele eigenschappen van water verklaard kunnen worden. Ook de vorming van complexe ionen is een vorm van associatie. Koperionen in ammoniak vormen bijvoorbeeld [Cu(NH3)4]2+-ionen.